# A Good Librarian Like a Good Shepherd
Daitoshokan no Hitsujikai (яп. 大図書館の羊飼い Дайтосёкан но Хицудзикаи, букв.«Прекрасный библиотекарь») — японская компьютерная игра в жанре визуальный роман, разработанная компанией August и выпущенная 25 января 2013 года для Microsoft Windows. Геймплей представляет собой нелинейный сюжет игры, заранее поделенный на определенные сценарии. Основной целью игрока является создание отношений с одной из пяти главных персонажей. Игре был присвоен рейтинг 15 лет и старше, игра была выпущена 25 августа 2013 года.
Затем были выпущены пять манги адаптации от ASCII Media Works, Kadokawa Shoten, Ichijinsha и Media Factory. В октябре 2014 года в Японии по мотивам игры вышла аниме-адаптация.

## Игровой процесс
Daitoshokan no Hitsujikai представляет собой визуальный роман, в котором игрок принимает роль Кётаро Какэи. Большую часть игры представляют собой диалоги, игрок от имени главного героя общается с разными героинями. От того, как игрок взаимодействует с персонажами, зависит дальнейшее развитие сюжета. Всего в игре создано пять сюжетных линий, в зависимости от того, какую из героинь игрок предпочтёт. Чтобы игра продолжалась, игрок должен принимать верные решения, в противном случает игра может преждевременно закончится или предложить альтернативу.

## Сюжет
Кётаро Какэи — студент и единственный член Библиотечного клуба. В молодости Кётаро увлекался книгами о магии, которые хранились в волшебной библиотеке и стремился прочитать их всех. Будучи единственным членом Библиотечного клуба, он остаётся единственным его посетителем и наслаждается одиночеством. Однажды Кётаро получает таинственное письмо от некого «пастуха», который предрекает ему не очень радужную судьбу и с этого момента главный герой решает измениться в лучшую сторону. Кётаро по воле судьбы спасает девушку на вокзале, которая оказывается второкурсницей из его школы — Цугуми Сирасаки. Она рассказывает, что также получила письмо судьбы, и с этого момента решила сделать Академию Сиоми лучше и просит у Кётаро помощи. Парень соглашается и вместе с Цугуми образует новый библиотечный клуб. По мере развития сюжета всё больше одноклассниц, также получивших письма от «пастуха», присоединяются к клубу.

## Персонажи

### Основные
Кётаро Какэи (яп. 筧 京太郎) — главный герой, студент—второкурсник, специализирующийся на гуманитарных науках. Он — книжный червь и всегда читает книгу. В начале был единственным членом Библиотечного клуба. Кётаро очень добрый и сдержанный, любит помогать другим.
Сэйю: Дзюндзи Мадзима
Цугуми Сирасаки (яп. 白崎 つぐみ) — девочка с длинными каштановыми волосами, Кётаро сталкивается с ней на вокзале, она позже становится официальным лидером библиотечного клуба. Умеет хорошо шить и готовить. Она любит готовить обед для других. Питает романтические чувства к Кётаро.
Сэйю: Мадока Ёнэдзава
Тамамо Сакураба (яп. 桜庭 玉藻) — девочка с длинными темными волосами. Она также вступает в члены клуба. Склонна быстро впадать в ревность. Тамамо довольно независима, поскольку она живёт одна в роскошной квартире и имеет высокие практические навыки.
Сэйю: Юка Сайто
Сэнри Мисоно (яп. 御園 千莉) — девочка с короткими, сиреневыми волосами. Тоже становится членом клуба. Большую часть времени ходит с невыразительным видом, что создает видимость её холодного отношение ко всему. Любит подкалывать остальных.
Сэйю: Нодзоми Ямамото
Кана Судзуки (яп. 鈴木 佳奈) — девочка с длинными, светлыми волосами, член библиотечного клуба. Она вежлива и обладает яркой личностью. Работает официанткой неполный рабочий день. У Каны есть легкая аллергия на кошек, поэтому она не может ни гладить их, ни находиться в одном помещении с ними.
Сэйю: Эри Сэндай
Наги Кодати (яп. 小太刀 凪) — девочка с короткими рыжеватыми волосами. Она — член Комитета Библиотеки. Живёт по соседству с Кётаро и является его ближайшей соседкой.
Сэйю: Ацуми Танэдзаки

### Другие
Иккэй Такаминэ (яп. 高峰 一景) — одноклассник и друг Кётаро, который вступает в члены Клуба Библиотек. Он раньше посещал уроки каратэ, но вынужден был уйти из-за травмы стопы.
Сэйю: Сётаро Морикубо
Махо Мотидзуки (яп. 望月 真帆) — девочка с длинными седыми волосами, является студенческим муниципальным президентом.
Сэйю: Саки Накадзима
Мию Сэридзава (яп. 芹沢 水結) — девочка с длинными розовыми волосами. Она — член теле-радиовещательного раздела и драматического кружка.
Сэйю: Рина Сато
Саюми Урэсино (яп. 嬉野 紗弓実) — девочка с длинными, голубыми волосами, любит играть в игры от первого лица.
Сэйю: Касиваги Мию
Аой Такигава (яп. 多岐川 葵) — девочка с длинными синими волосами. Она — студенческий муниципальный вице-президент.
Сэйю: Кэй Мидзусава
Саёри Сирасаки (яп. 白崎 さより)
Сэйю: Таити Ё

## Разработка
Daitoshokan no Hitsujikai является девятой визуальной игрой-романом, разработанной компанией August после их предыдущих проектов, таких как Fortune Arterial и Aiyoku no Eustia. За проектом наблюдал директор игры Руне, а сценарий был написан тремя людьми: Таку Сакибара, Хироюки Утида и Хидики Андзай. Дизайн характера и художественное направление для игры были обеспечены компанией Bekkanko, а наблюдение CG было обработано Michi. Музыкальный фон игры был создан членами Active Plantes. Daitoshokan no Hitsujikai была выпущена 25 января 2013 на DVD для Windows, как версия издания с ограниченным тиражом. Регулярное издание было опубликовано 31 января 2014. Диск для Windows Daitoshokan no Hitsujikai:  Hōkago Shippo Days, получил возрастное ограничение для 15 летних и старше и был первоначально продан в Comiket 84 10 августа 2013, а для общей продажи — 31 января 2014. А порт PlayStation Vita оригинальной игры Windows и двух дисков под заголовком Daitoshokan no Hitsujikai: Library Party была выпущена 15 февраля 2015. Порт также содержит дополнительное содержание, такое как добавление новой героини.

## Адаптации

### Манга
Адаптация манги, Daitoshokan no Hitsujikai иллюстрированная Аканэ, Сасаки, публиковалась в номере Журнала Dengeki G’s Comic. Манга закончила публиковаться в мае 2014 журнала и продолжила публиковать комики в Dengeki G’s Comic с июня 2014 до января 2015. Первый объём манги была выпущена 27 ноября 2012; второй объём был выпущен 27 июля 2013. Манга Daitoshokan no Hitsujikai: The Little Lutra Lutra  иллюстрированная Сидой Кусокой, выпускалась с июля 2012 по июнь 2013 года компанией Kadokawa Shoten. Второй объём манги выпускались с 26 декабря 2012 по 6 июня 2013.
Манга, Daitoshokan no Hitsujikai: Lovely Librarians иллюстрированная Рико, начала публиковаться в номере журнала Dengeki Hime в сентябре 2012. 15 марта 2013 был выпущен первый объём манги; Второй объём манги был выпущен 12 декабря 2013. Манга, Daitoshokan no Hitsujikai: Library 4 you иллюстрированная Васаби, начала публиковаться в октябре 2012. 22 июля 2013 был выпущен первый объём манги. Манга, Daitoshokan no Hitsujikai: Hitoribotchi no Diva иллюстрированная Норио Цукудани, выпускалась с ноября 2012 до октября 2013. Второй объём выпускался с 23 февраля до 23 октября 2013 года.

### Аниме
Адаптацией аниме-сериала занялась студия Hoods Entertainment. Премьера состоялась в Японии 9 октября 2014. на канале Tokyo MX.

## Приём критиков
В 2012 году Daitoshokan no Hitsujikai заняла 4 место из 10 в национальных предварительных заказах компьютерной игры в Японии. Рейтинг был на 4 месте в сентябре, 3 место в октябре и 2 место в ноябре и декабре. Daitoshokan no Hitsujikai не заняла первое место с точки зрения национальных продаж компьютерных игр в Японии в январе 2013. Daitoshokan no Hitsujikai не была на 1 месте в продажах 2013 года. игра заняла первое место в продажах, занимающих место в течение месяца его выпуска, и в феврале упала к 11 месту. Фан-диск, Daitoshokan no Hitsujikai: Dreaming Sheep, заняла 1 место в продажах на март 2014. В апреле 2014, Dreaming Sheep опустилась к 20 месту по продажам.